# 포뮬러 원 그룹
포뮬러 원 그룹(Formula One Group)은 국제 자동차 연맹(FIA) 포뮬러 원 월드 챔피언십의 판촉을 책임지는 기업들의 그룹으로, 스포츠의 상업적 권리를 실천한다.
이 그룹은 한때 저지섬 기업이던 델타 톱코(Delta Topco)의 소유였다. 2017년 리버티 미디어에 인수되었다.